# 江ケ崎町
江ケ崎町（えがさきちょう）は、神奈川県横浜市鶴見区の地名。「丁目」のない単独行政地名。住居表示実施済区域。

## 地理
南側は矢向一丁目、東側は矢向三丁目、矢向六丁目、西側は鶴見川を挟んで上末吉三丁目、上末吉五丁目、北側は川崎市幸区小倉、新小倉、小倉4丁目、小倉5丁目と接する。

## 歴史
- 1889年（明治22年）4月1日 - 橘樹郡江ヶ崎村が矢向村、市場村、菅澤村、潮田村および小田村の一部と合併して町田村が成立。その大字江ヶ崎となる。
- 1923年（大正12年）4月1日 - 町田村が町制施行・改称して潮田町となる。
- 1925年（大正14年）4月1日 - 潮田町が鶴見町に編入される。
- 1927年（昭和2年）
  - 4月1日 - 鶴見町が横浜市に編入され、江ケ崎町が設置される[6]。
  - 10月1日 - 横浜市が区制を施行。横浜市鶴見区江ケ崎町となる[7]。
- 1950年（昭和25年）3月15日 - 耕地整理に伴い、矢向町との境界を変更する[8]。
- 1968年（昭和43年）7月1日 - 住居表示の実施に伴い、矢向町の一部を編入する[9]。
- 2001年（平成13年）4月5日 - 江ケ崎町2番・15番・16番の街区を変更する[10]。

## 世帯数と人口
2025年（令和7年）6月30日現在（横浜市発表）の世帯数と人口は以下の通りである。
| 町丁     | 世帯数    | 人口    |
| -------- | --------- | ------- |
| 江ケ崎町 | 3,467世帯 | 8,413人 |

### 人口の変遷
国勢調査による人口の推移。
| 年                 | 人口  |
| ------------------ | ----- |
| 1995年（平成7年）  | 2,056 |
| 2000年（平成12年） | 2,834 |
| 2005年（平成17年） | 3,617 |
| 2010年（平成22年） | 5,377 |
| 2015年（平成27年） | 7,043 |
| 2020年（令和2年）  | 8,572 |

### 世帯数の変遷
国勢調査による世帯数の推移。
| 年                 | 世帯数 |
| ------------------ | ------ |
| 1995年（平成7年）  | 788    |
| 2000年（平成12年） | 1,006  |
| 2005年（平成17年） | 1,253  |
| 2010年（平成22年） | 1,908  |
| 2015年（平成27年） | 2,437  |
| 2020年（令和2年）  | 3,015  |

## 学区
市立小・中学校に通う場合、学区は以下の通りとなる（2024年11月時点）。
| 番・番地等                   | 小学校               | 中学校             |
| ---------------------------- | -------------------- | ------------------ |
| 1番〜16番10号 16番19号〜26番 | 横浜市立新鶴見小学校 | 横浜市立矢向中学校 |
| 16番11〜18号                 | 横浜市立矢向小学校   | 横浜市立矢向中学校 |

## 事業所
2021年（令和3年）現在の経済センサス調査による事業所数と従業員数は以下の通りである。
| 町丁     | 事業所数  | 従業員数 |
| -------- | --------- | -------- |
| 江ケ崎町 | 165事業所 | 3,100人  |

### 事業者数の変遷
経済センサスによる事業所数の推移。
| 年                 | 事業者数 |
| ------------------ | -------- |
| 2016年（平成28年） | 147      |
| 2021年（令和3年）  | 165      |

### 従業員数の変遷
経済センサスによる従業員数の推移。
| 年                 | 従業員数 |
| ------------------ | -------- |
| 2016年（平成28年） | 2,395    |
| 2021年（令和3年）  | 3,100    |

## 交通

### 鉄道
東側が品鶴線と接するが町内に鉄道駅はない。矢向駅や尻手駅が最寄駅となる。

### バス
町内を川崎鶴見臨港バス（臨港バス）川51、川53、川54、川55、川56、川57、鶴11の各系統が乗り入れているが、川51系統は末吉橋停留所が綱島駅方向のみ町内にあり（川崎駅西口方向は川崎市幸区小倉5丁目にある）、川53・56・57系統は町内に停留所がない。かつては横浜市営バスも乗り入れていたが臨港バスに移管された。

## 施設
- 横浜市立新鶴見小学校
- 江ヶ崎八幡宮
- 寿徳寺
- 電気の史料館（休業中）
- 新鶴見公園
- 江ヶ崎町公園
- 江ヶ崎町第二公園
- 江ヶ崎跨線橋
- 江ヶ崎町公会堂
- 史季の郷（郷土歴史資料交流室）

## その他

### 日本郵便
- 郵便番号 : 230-0002[3]（集配局：鶴見郵便局[20]）

### 警察
町内の警察の管轄区域は以下の通りである。
| 番・番地等 | 警察署     | 交番・駐在所 |
| ---------- | ---------- | ------------ |
| 全域       | 鶴見警察署 | 矢向駅前交番 |